# Саллі О'Ніл
Саллі О'Ніл (англ. Sally O'Neil; 23 жовтня 1908, Бейонн, Нью-Джерсі — 18 червня 1968, Гейлсберг, Іллінойс) — американська кіноактриса, менш відома як актриса водевіль і театру, а також як співачка у фільмах.

## Біографія
Вірджинія Луїза Консепта Нунан (справжнє ім'я актриси) народилася 23 жовтня 1908 року у місті Бейонн (штат Нью-Джерсі, США). Батько — Томас Френсіс Патрік Нунан, суддя; мати — Ханна Келлі, співачка трупи «Метрополітен-опера». У Вірджинії було десять братів і сестер, одна сестра, Сьюзан (1909—1998), теж стала досить відомою кіноактрисою.
1924 року почала під псевдонімом «Чотсі Нунан» виступати у водевілях, а з наступного року переключилася на кінематограф. Для кіно вона, за рекомендацією Metro-Goldwyn-Mayer, взяла собі псевдонім Саллі О'Ніл (також на початку кар'єри в титрах як Саллі О'Нілл, Сью О'Ніл, Сью «Багз» О'Ніл).
У 1926 року увійшла до числа «тринадцяти молодих актрис, яким пророкували зоряне майбутнє» (два роки по тому до цієї групи також потрапить її молодша сестра, Сьюзан). До 1930 року знімалася досить регулярно, але з настанням епохи звукового кіно її почали запрошувати на ролі помітно рідше у зв'язку з характерним акцентом. 1937 року актриса закінчила свою кінокар'єру. Потім вона продовжила зрідка з'являтися на театральних підмостках, з грудня 1939 по травень 1940 грала на Бродвеї в постановці «Коли ми одружимося», але це залишилося її єдиною великою театральною роботою. До 1950-х років О'Ніл гастролювала світом у складі Об'єднаних організацій обслуговування.
Саллі О'Ніл померла 18 червня 1968 року у місті Гейлсберг (Іллінойс) від пневмонії.

## Особисте життя
17 жовтня 1953 року 44-річна актриса вперше одружилася: її обранцем став бізнесмен Стюарт Бетлс. Шлюб тривав 15 років до смерті актриси. Дітей не було.